# Lucas Sanabria
Lucas Sanabria, né le 26 décembre 2003 à Florida en Uruguay, est un footballeur uruguayen qui évolue au poste de milieu défensif au Galaxy de Los Angeles en MLS.

## Biographie

### En club
Né à Florida en Uruguay, Lucas Sanabria est formé par le Club Nacional. Il signe son premier contrat professionnel avec ce club, le 7 janvier 2024, 
Il joue son premier match en professionnel le 6 février 2024, lors d'un match de Coupe d'Uruguay contre le Liverpool Fútbol Club. Il est titularisé et son équipe est battue par deux buts à un.
Sanabria fait sa première apparition dans la première division uruguayenne le 16 février 2024 face au CA River Plate. Il est directement titularisé au poste de milieu défensif lors de cette rencontre remportée par son équipe (2-1 score final),.
Le 8 février 2025, Lucas Sanabria rejoint les États-Unis afin de signe en faveur du Galaxy de Los Angeles pour un contrat de cinq ans, soit jusqu'en décembre 2019.

## Vie privée
Lucas Sanabria est le frère de Juan Manuel Sanabria (en), lui aussi footballeur professionnel.